# Mexikanische Badmintonmeisterschaft
Mexikanische Badmintonmeisterschaften werden seit 1933 ausgetragen. Mexiko ist in Mittelamerika das Land mit den größten Traditionen im Badminton.

## Titelträger
| Saison    | Herreneinzel                    | Dameneinzel                     | Herrendoppel                                 | Damendoppel                                        | Mixed                                           |
| --------- | ------------------------------- | ------------------------------- | -------------------------------------------- | -------------------------------------------------- | ----------------------------------------------- |
| 1933      | S. Dabrowski                    | Lena Strackbein                 | Francisco de la Macorra A. B. Pullen         | Lena Strackbein F. de la Macorra                   | Francisco de la Macorra A. B. Pullen            |
| 1934      | Francisco de la Macorra         | Lena Strackbein                 | Francisco de la Macorra William R. Jennings  | Lena Strackbein F. de la Macorra                   | William R. Jennings Lena Strackbein             |
| 1935      | William R. Jennings             | Lena Strackbein                 | Francisco de la Macorra William R. Jennings  | Lena Strackbein F. de la Macorra                   | William R. Jennings Lena Strackbein             |
| 1936      | Florentino Martínez Rico        | Lena Strackbein                 | Florentino Martínez Rico William R. Jennings | L. Soto Hay A. Mayer                               | Florentino Martínez Rico P. Gutiérrez           |
| 1937      | Florentino Martínez Rico        | Lena Strackbein                 | Florentino Martínez Rico William R. Jennings | F. Martinez Rico A. Mayer                          | Florentino Martínez Rico P. Gutiérrez           |
| 1938      | Florentino Martínez Rico        | Norma Krafft                    | Florentino Martínez Rico T. O’Gorman         | Norma Krafft J. Gómez Luna                         | Enrique Mathey Norma Krafft                     |
| 1939      | Florentino Martínez Rico        | Norma Krafft                    | Ernesto Villareal Joaquin Zetina             | Norma Krafft J. Gómez Luna                         | Ernesto Villareal Emilia Gómez Luna             |
| 1940      | Ernesto Villareal               | Emilia Gómez Luna               | G. Martinez Ernesto Ibarra                   | Norma Voorhauer Emilia Gómez Luna                  | Ernesto Villareal Emilia Gómez Luna             |
| 1940 1954 | nicht ausgetragen               | nicht ausgetragen               | nicht ausgetragen                            | nicht ausgetragen                                  | nicht ausgetragen                               |
| 1955      | Ernesto Villareal               | Maria Eugenia Azuara            | Eugenio González Arellano Francisco Aguirre  | Carmela Martinez Maria Eugenia Azuara              | Eugenio González Arellano Maria Elena Vivanco   |
| 1956      | Sergio Fraustro                 | Maria Eugenia Azuara            | keine Daten                                  | Carmela Martinez Maria Eugenia Azuara              | Fernando Molinar Maria Eugenia Azuara           |
| 1957      | Sergio Fraustro                 | Maria Elena Vivanco             | keine Daten                                  | keine Daten                                        | keine Daten                                     |
| 1958      | Raúl Rangel                     | Carmela Martinez                | Antonio Rangel Raúl Rangel                   | Carmela Martinez Ernestina Rivera                  | Fernando Molinar Carolina Allier                |
| 1959      | Antonio Rangel                  | Carmela Martinez                | Antonio Rangel Raúl Rangel                   | Carmela Martinez Maria Eugenia de del Rio          | Antonio Rangel Ernestina Rivera                 |
| 1960      | Antonio Rangel                  | Carolina Allier                 | Antonio Rangel Raúl Rangel                   | Carolina Allier Ernestina Rivera                   | Antonio Rangel Ernestina Rivera                 |
| 1961      | Sergio Fraustro                 | Carmela Martinez                | Antonio Rangel Raúl Rangel                   | Carmela Martinez Rosario de Villareal              | Antonio Rangel Ernestina Rivera                 |
| 1962      | Antonio Rangel                  | Carolina Allier                 | Antonio Rangel Raúl Rangel                   | Carmela Martinez Maria Eugenia de del Rio          | Oscar Lujan Josefina de Tinoco                  |
| 1963      | Sergio Fraustro                 | Carolina Allier                 | Antonio Rangel Raúl Rangel                   | Carolina Allier Ernestina Rivera                   | Antonio Rangel Carolina Allier                  |
| 1964      | Antonio Rangel                  | Lucero Soto                     | Antonio Rangel Raúl Rangel                   | Carolina Allier Lucero Soto                        | Antonio Rangel Carolina Allier                  |
| 1965      | Sergio Fraustro                 | Carolina Allier                 | Guillermo Allier Arturo Peniche              | Carolina Allier Ernestina Rivera                   | Antonio Rangel Carolina Allier                  |
| 1966      | Antonio Rangel                  | Carolina Allier                 | Antonio Rangel Raúl Rangel                   | Angelina Cazorla Lucero Soto                       | Antonio Rangel Lucero Soto                      |
| 1967      | Antonio Rangel                  | Carolina Allier                 | Antonio Rangel Raúl Rangel                   | Carolina Allier Rosario de Villareal               | Oscar Lujan Josefina de Tinoco                  |
| 1968      | Roy Díaz González               | Carolina Allier                 | Roy Díaz González Esteban Reyes              | Carolina Allier Lucero Soto                        | Guillermo Allier Carolina Allier                |
| 1969      | Roy Díaz González               | Carolina Allier                 | Roy Díaz González Victor Jaramillo           | Carolina Allier Lucero Soto                        | Guillermo Allier Carolina Allier                |
| 1970      | Roy Díaz González               | keine Daten                     | Roy Díaz González Victor Jaramillo           | keine Daten                                        | Guillermo Allier Carolina Allier                |
| 1971      | Roy Díaz González               | Lucero Soto de Peniche          | Roy Díaz González Victor Jaramillo           | keine Daten                                        | keine Daten                                     |
| 1972      | Roy Díaz González               | Lucero Soto de Peniche          | Roy Díaz González Victor Jaramillo           | Lucero Soto de Peniche Susana Zenea                | Roy Díaz González Josefina de Tinoco            |
| 1973      | Roy Díaz González               | keine Daten                     | Roy Díaz González Victor Jaramillo           | Carolina Pizano de Velazquez María Eugenia Muñoz   | Roy Díaz González Luz María Curiel              |
| 1974      | Roy Díaz González               | Susana Zenea                    | Roy Díaz González Jorge Palazuelos           | Lucero Soto de Peniche Susana Zenea                | Roy Díaz González Josefina de Tinoco            |
| 1975      | Roy Díaz González               | Susana Zenea                    | Roy Díaz González Jorge Palazuelos           | Carolina Allier Josefina de Tinoco                 | Roy Díaz González Josefina de Tinoco            |
| 1976      | Roy Díaz González               | María Esther Luna Felix         | Roy Díaz González Jorge Palazuelos           | Melida Castelazo Susana Zarate                     | Roy Díaz González María Esther Luna Feliz       |
| 1977      | Victor Jaramillo                | María Esther Luna Felix         | Victor Jaramillo Ricardo Jaramillo           | María de la Paz Luna Félix María Esther Luna Felix | Roy Díaz González Laura Michel                  |
| 1978      | Roy Díaz González               | María Esther Luna Felix         | Roy Díaz González Jorge Palazuelos           | Monica Rivera María Antonieta Rivas                | Hector Casillas Carolina Pizarro                |
| 1979      | Roy Díaz González               | María Esther Luna Felix         | Ricardo Jaramillo Roberto Arredondo          | María de la Paz Luna Félix María Esther Luna Felix | Roberto Arredondo María de la Paz Luna Félix    |
| 1980      | Roy Díaz González               | María de la Paz Luna Félix      | Ricardo Jaramillo Jorge Palazuelos           | María de la Paz Luna Félix María Esther Luna Felix | Fernando de la Torre María Luisa Mendoza        |
| 1981      | Roy Díaz González               | María de la Paz Luna Félix      | Eugenio Tapia José Icaza                     | María de la Paz Luna Félix María Esther Luna Felix | Ernesto de la Torre María de la Paz Luna Félix  |
| 1982      | Roy Díaz González               | María de la Paz Luna Félix      | Fernando de la Torre Ernesto de la Torre     | María de la Paz Luna Félix Margara Bravo Mariño    | Ernesto de la Torre María de la Paz Luna Félix  |
| 1983      | Roy Díaz González               | María de la Paz Luna Félix      | Fernando de la Torre Ernesto de la Torre     | keine Daten                                        | keine Daten                                     |
| 1984      | Fernando de la Torre            | Jan Pin He                      | Fernando de la Torre Ernesto de la Torre     | María de la Paz Luna Félix Jan Pin He              | keine Daten                                     |
| 1985      | Roy Díaz González               | Jan Pin He                      | Ernesto de la Torre Ricardo Jaramillo        | María de la Paz Luna Félix Jan Pin He              | keine Daten                                     |
| 1986      | Fernando de la Torre            | María de la Paz Luna Félix      | Jorge Palazuelos Bernardo Monreal            | María de la Paz Luna Félix Norma Hernandez         | Fernando de la Torre María de la Paz Luna Félix |
| 1987      | Fernando de la Torre            | María de la Paz Luna Félix      | Fernando de la Torre Ernesto de la Torre     | keine Daten                                        | keine Daten                                     |
| 1988      | Fernando de la Torre            | María de la Paz Luna Félix      | Eugenio Tapia Lorenzo Ruíz                   | keine Daten                                        | keine Daten                                     |
| 1989      | Fernando de la Torre            | María de la Paz Luna Félix      | Fernando de la Torre Ernesto de la Torre     | Gabriela Melgoza María Luisa Mendoza               | keine Daten                                     |
| 1990      | Fernando de la Torre            | María de la Paz Luna Félix      | Fernando de la Torre Ernesto de la Torre     | keine Daten                                        | Eugenio Tapia Margara Bravo Mariño              |
| 1991      | Ernesto de la Torre             | María de la Paz Luna Félix      | Fernando de la Torre Luis Lopezllera         | keine Daten                                        | keine Daten                                     |
| 1992      | Fernando de la Torre            | María de la Paz Luna Félix      | Fernando de la Torre Luis Lopezllera         | keine Daten                                        | Luis Lopezllera María de la Paz Luna Félix      |
| 1993      | Viktor Serralde                 | keine Daten                     | keine Daten                                  | keine Daten                                        | keine Daten                                     |
| 1994 1995 | nicht ausgetragen               | nicht ausgetragen               | nicht ausgetragen                            | nicht ausgetragen                                  | nicht ausgetragen                               |
| 1996      | Luis Lopezllera                 | Ana Laura de la Torre           | Luis Lopezllera Ernesto de la Torre          | Ana Laura de la Torre Laura Amaya                  | Bernardo Monreal Laura Amaya                    |
| 1997      | Bernardo Monreal                | Verónica Estrada                | Luis Lopezllera Bernardo Monreal             | Verónica Estrada Laura Amaya                       | Bernardo Monreal Laura Amaya                    |
| 1998      | Bernardo Monreal                | María de la Paz Luna Félix      | Fernando de la Torre Luis Suárez             | keine Daten                                        | Bernardo Monreal Laura Amaya                    |
| 1999      | Fernando de la Torre            | María de la Paz Luna Félix      | Luis Lopezllera Bernardo Monreal             | keine Daten                                        | Gustavo Meré Gabriella Rodríguez                |
| 2000      | Fernando de la Torre            | Gabriella Rodríguez             | Jesús Olvera Gustavo Meré                    | Laura Amaya Gabriella Rodríguez                    | Bernardo Monreal Laura Amaya                    |
| 2001      | Fernando de la Torre            | Abigail García                  | Arturo Amaya Bernardo Monreal                | Laura Amaya Gabriella Rodríguez                    | Arturo Amaya Gabriella Rodríguez                |
| 2002      | Luis Lopezllera                 | Verónica Estrada                | Arturo Amaya Bernardo Monreal                | Verónica Estrada María de la Paz Luna Félix        | Arturo Amaya Gabriella Melgoza                  |
| 2003      | Bernardo Monreal                | Verónica Estrada                | Jesús Aguilar Daniel Orozco                  | keine Daten                                        | José Luis González Alcantar unbekannt           |
| 2004      | Jesús Aguilar                   | Naty Rangel                     | Jesús Aguilar Daniel Orozco                  | Naty Rangel Marisol Dominguez                      | José Luis González Alcantar Naty Rangel         |
| 2005      | José Luis González Alcantar     | Rossina Nuñez                   | Jesús Aguilar Daniel Orozco                  | Naty Rangel Marisol Dominguez                      | José Luis González Alcantar Naty Rangel         |
| 2006      | José Luis González Alcantar     | Naty Rangel                     | Jesús Aguilar José Luis González Alcantar    | Victoria Montero Rossina Nuñez                     | Jesús Aguilar Rossina Nuñez                     |
| 2007      | nicht ausgetragen               | nicht ausgetragen               | nicht ausgetragen                            | nicht ausgetragen                                  | nicht ausgetragen                               |
| 2008      | Salvador Sánchez Martínez       | Victoria Montero                | Lino Muñoz Andrés López                      | Cynthia González Naty Rangel                       | Jesús Aguilar Rossina Nuñez                     |
| 2009      | Lino Muñoz                      | Victoria Montero                | José Luis Gonzalez Alcantar Andrés López     | Victoria Montero Valeria Montero                   | José Luis González Alcantar Naty Rangel         |
| 2010      | Lino Muñoz                      | Victoria Montero                | Lino Muñoz Andrés López                      | Cynthia González Victoria Montero                  | Andrés López Victoria Montero                   |
| 2011      | Arturo Hernández                | Victoria Montero                | Arturo Hernández Gabriel Aguilar             | Cynthia González Victoria Montero                  | Arturo Hernández Victoria Montero               |
| 2012      | Lino Muñoz                      | Victoria Montero                | Lino Muñoz Andrés López                      | Cynthia González Nydia González                    | Lino Muñoz Cynthia González                     |
| 2013      | Lino Muñoz                      | Haramara Gaitan                 | Lino Muñoz Andrés López                      | Cynthia González Victoria Montero                  | Lino Muñoz Cynthia González                     |
| 2014      | Lino Muñoz                      | Haramara Gaitan                 | Lino Muñoz Arturo Hernández                  | Cynthia González Mariana Ugalde                    | Lino Muñoz Cynthia González                     |
| 2015      | keine Daten (nicht ausgetragen) | keine Daten (nicht ausgetragen) | keine Daten (nicht ausgetragen)              | keine Daten (nicht ausgetragen)                    | keine Daten (nicht ausgetragen)                 |
| 2016      | Job Castillo                    | Haramara Gaitan                 | Job Castillo Andrés López                    | Cynthia González Mariana Ugalde                    | Andrés López Haramara Gaitan                    |
| 2017      | nicht ausgetragen               | nicht ausgetragen               | nicht ausgetragen                            | nicht ausgetragen                                  | nicht ausgetragen                               |
| 2018      | Job Castillo                    | Haramara Gaitan                 | Luis Montoya Andrés López                    | Haramara Gaitan Sabrina Solis                      | Andrés López Haramara Gaitan                    |
| 2019      | Luis Montoya                    | Haramara Gaitan                 | Joel Angeles Sebastián Martínez Cardoso      | Romina Fregoso Miriam Rodríguez                    | Andrés López Sabrina Solis                      |
| 2020      | Job Castillo                    | Sabrina Solis                   | Job Castillo Luis Montoya                    | Miriam Rodríguez Vanessa Villalobos                | Luis Montoya Vanessa Villalobos                 |
| 2021      | Job Castillo                    | Haramara Gaitan                 | Armando Gaitan Ramon Garrido                 | Haramara Gaitan Vanessa Garcia                     | Ramon Garrido Haramara Gaitan                   |
| 2022      | Ramon Garrido                   | Vanessa Garcia                  | Andrés López Gerardo Saavedra                | Romina Fregoso Miriam Rodríguez                    | Armando Gaitan Haramara Gaitan                  |
| 2023      | Armando Gaitan                  | Vanessa Villalobos              | Armando Gaitan Gerardo Saavedra              | Romina Fregoso Miriam Rodríguez                    | Armando Gaitan Romina Fregoso                   |
| 2024      | Job Castillo                    | Vanesa Garcia                   | Job Castillo Luis Armando Montoya            | Romina Fregoso Miriam Rodríguez                    | Luis Armando Montoya Miriam Rodríguez           |